# Good Times with Weapons
«Good Times with Weapons», titulado «Buenos tiempos con armas» en España y «Buenos tiempos con armas chinas» en Hispanoamérica, es el primer capítulo de la octava temporada de South Park. Fue estrenado originalmente el 17 de marzo de 2004 por Comedy Central en Estados Unidos y el domingo 6 de diciembre del mismo año en Hispanoamérica por MTV.
El episodio se caracteriza por alternar la animación tradicional de la serie con escenas de estética anime, que representan las ilusiones de los protagonistas cuando portan las armas. El capítulo se estrenó un mes después de la controversia surgida en el descanso del Super Bowl XXXVIII, cuando Janet Jackson enseñó uno de sus pechos, y hace un apunte sobre la mayor preocupación de algunos padres por el sexo que por la violencia.

## Argumento
En la feria del condado de South Park, los cuatro niños protagonistas (Stan, Kyle, Cartman y Kenny) compran a un vendedor "armas de artes marciales del Lejano Oriente" (un tonfa, nunchaku, sai y estrellas ninja shuriken) sin permiso de sus padres. Tras engañar al dueño del puesto para conseguirlas, los chicos juegan a ser ninjas con superpoderes que deben resolver misiones. El juego de los niños se representa con estética anime, y no son conscientes del peligro de las armas que portan, Stan asume la personalidad de "Shadowachi o Achi de las sombras", Kyle asume la personalidad de "Bunraku o el rey judío", Kenny "Kensuke o el muere-rapido" y Cartman "Bulrog" un ninja que mata hippies.
Cuando el grupo rechaza que Butters juegue con ellos, este se convierte en su alter ego Profesor Caos. Butters se enfrenta al resto del grupo en un combate que se refleja como un anime. La secuencia termina de forma súbita cuando Kenny le lanza un shuriken (una estrella ninja), que se clava en el ojo de Butters y le deja sangrando. Para evitar problemas con sus padres se niegan a llevarlo al hospital, por lo que lo disfrazan de perro y se lo llevan al veterinario.
El grupo esconde a Butters en un horno abandonado al toparse con la banda de Craig, Clyde, Token y Jimmy, que también ha comprado armas en la feria (un Ninjatō, una Kusarigama, una nunchaku para Token y Jimmy usando sus muletas emulando Bōs) y les reta a un combate. Tras una pelea entre los dos grupos, los chicos descubren que Butters se ha escapado, y lo buscan antes de que pueda contar lo sucedido a sus padres. Mientras tanto, Butters se dirige al hospital, pero los doctores le confunden con un perro y lo llevan a la protectora de animales. El veterinario, que también le confunde con un animal, le encierra en una jaula y pretende sacrificarlo, pero Butters logra escapar y se dirige a la feria.
Cuando los cuatro protagonistas se dirigen a la feria para devolver las armas, Craig y sus amigos les avisan de que han encontrado a Butters allí, dirigiéndose a la subasta donde se encuentran todos los padres del pueblo. Cartman, creyendo que todavía tiene poderes, se quita toda la ropa y usa su poder de invisibilidad para detener a Butters sin que los padres se den cuenta. Sin embargo, se muestra desnudo delante de todos. Poco después, Butters también sube al escenario y se desmaya.
Días después, el ayuntamiento de la ciudad organiza una reunión para debatir el suceso de la subasta, pero critican el desnudo de Cartman, olvidando los daños que ha sufrido Butters. Cartman explica que todo fue un "error de vestuario", por lo que recibe todas las críticas. El capítulo termina con Stan, Kyle y Kenny hablando sobre el hecho de que los adultos se ofendan más por sexo que por violencia, por lo que se quedan con las armas.

## Producción
Trey Parker escribió el guion del capítulo semanas después de la polémica surgida por el espectáculo del descanso del Super Bowl XXXVIII. Al final de la actuación musical producida por MTV, el cantante Justin Timberlake despojó a Janet Jackson de un trozo de su corpiño, descubriendo uno de sus pechos. El suceso motivó las quejas de varias asociaciones de espectadores y generó un fuerte debate sobre la moral en la sociedad estadounidense. El capítulo refleja en los padres la hipocresía de algunas asociaciones, más preocupadas por los desnudos que por la violencia, y se muestra de forma clara al final.
"Good Times with Weapons" alterna la animación tradicional de South Park con escenas de estética anime. Las escenas de animación japonesa reflejan la imaginación de los chicos, que al principio del episodio no son conscientes del peligro de las armas, mientras que la animación tradicional muestra la situación real. También hay referencias a videojuegos como Street Fighter y Mortal Kombat, reflejadas en los personajes de estética anime. Por ejemplo, Stan tiene en su versión anime un aspecto parecido al de Ryu Hoshi, mientras que Kenny se parece a Raiden.
El capítulo confirmó también a Kenny como uno de los cuatro protagonistas, tras su reaparición después de un año de ausencia en el último episodio de la sexta temporada, "Red Sleigh Down". El personaje no muere como solía hacerlo en las cinco primeras temporadas, y sus muertes se redujeron a capítulos puntuales.

## Música
La canción Let's fighting love, que suena durante el combate entre los protagonistas y la banda de Craig, está interpretada por Trey Parker. El tema es similar al de un anime y mezcla japonés con inglés, pero su letra carece de sentido. Del mismo modo, existen faltas ortográficas en el karaoke mostrado durante el combate, que mezcla signos. En el doblaje para España se mantuvo el audio original, mientras que en el doblaje latinoamericano uno de los actores cantó la letra.
| Romaji | Subtítulos | Katakana | Traducción |
| --- | --- | --- | --- |
| Subarashi chin chin mono Kintama no kami aru Sore no oto sarubobo Iie! Ninja ga imasuuuuuuuu Hey hey let's go kenka suru Taisetsu na mono protect my balls! Boku ga warui so let's fighting... Let's fighting love! Let's fighting love! Kono uta chotto baka Wake ga wakaranai Eigo ga mecha kucha Daijoubu, we do it all the time! | 素晴らしいチンチンもの 金玉の髪ある それの音 サルボボ いいえ！忍者がいます！ Hey, hey let's go!喧嘩する 大切な物 Protect my balls 僕が悪い So let's fighting! Let's fighting love! Let's fighting love! この歌ちょっと馬鹿 訳が分からない 英語が滅茶苦茶 大丈夫、We do it all the time! | すばらしいチンチンもの きんたまのかめある それのおとサルボボ いいえ！にんじゃがいます Hey hey let's go けんかする たいせつなもの protect my balls! ぼくがわるい so let's fighting... Let's fighting love! Let's fighting love! このうたちょっとばか わけがわからない えいごがめちゃくちゃ だいじょうぶ, we do it all the time! | Tengo un pene maravilloso Y pelo en mis testículos Es ese el sonido de un sarubobo ¡No! ¡Son los ninjas! ¡Vamos vamos! ¡Vamos a luchar! Lo más importante es proteger mis bolas Estoy mal, ¡así que luchemos! ¡Por el amor, por el amor! Esta canción es una estupidez No tiene ningún sentido Este inglés no está bien ¡Da igual! ¡Lo hacemos siempre! |